# London School of Economics

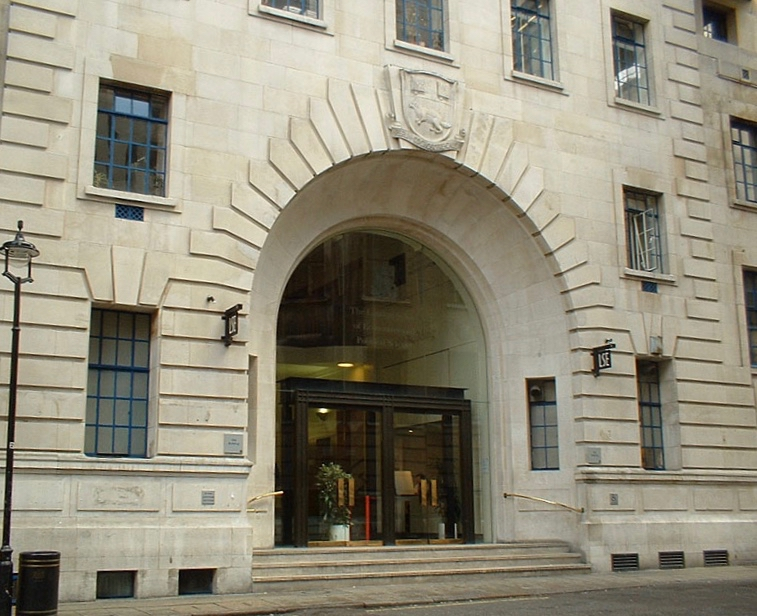
De hoofdingang van de LSE aan Houghton Street

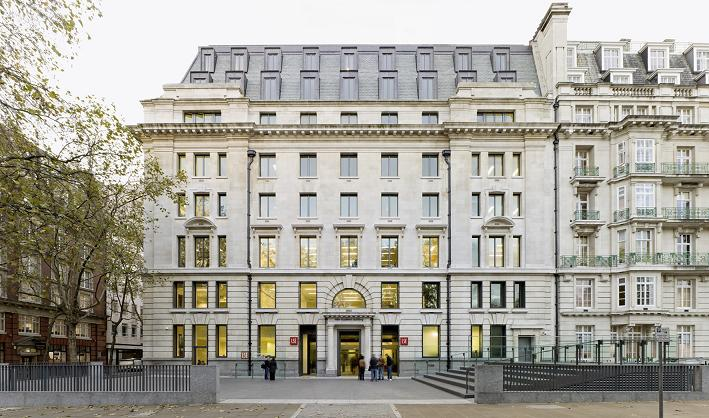
De New Academic Building van de LSE

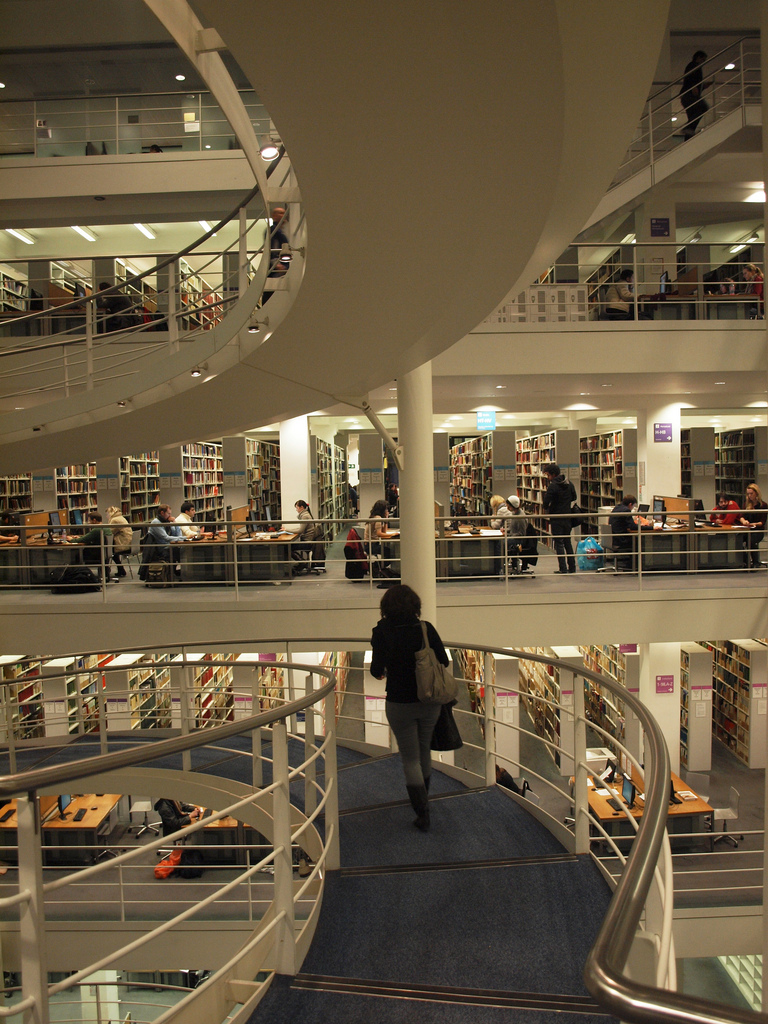
The British Library of Political and Economic Science van de LSE

De London School of Economics and Political Science (LSE), is een universiteit in Londen, Engeland, gespecialiseerd in de sociale wetenschappen en onderdeel van de Universiteit van Londen. De instelling wordt regelmatig genoemd als een topuniversiteit die internationaal in ranglijsten vaak hoog aangeschreven staat. Zo behaalde het vijf jaar op rij, van 2016 tot en met 2020, de tweede plaats op het gebied van de sociale wetenschappen op de QS World University Rankings, net onder Harvard. Toegang tot de LSE is zeer selectief. Voor de populairste opleidingen gold in 2018 een toelatingspercentage van 5,7%.

## Geschiedenis
De LSE werd opgericht in 1895 door de Fabian Society leden Sidney Webb en Beatrice Webb, Graham Wallas, en George Bernard Shaw, met geld uit liefdadigheid, waaronder een schenking van £20.000 van Henry Hunt Hutchinson. De intellectuele beweging van de Fabians geloven in het naar voren brengen van socialistische ideeën door middel van hervormingen in plaats van revolutie. De LSE werd opgericht in de Fabian traditie met als doel het verbeteren van de maatschappij en focuste sterk op problemen als armoede en ongelijkheid. Hierdoor werden de Fabians, en de LSE, van grote invloed op de Britse arbeidspartij. Waar de LSE eerst een reputatie had als een socialistisch instituut veranderde dit met de tijd.
De LSE werd opgericht met als doelstelling de verbetering van de scholing van de Britse politieke en bedrijfselite, die toentertijd door inadequaat les en onderzoek te wensen overliet. Bovendien riep de British Association for the Advancement of Science al een jaar voor de oprichting voor het systematisch studeren van de sociale wetenschappen. Als deel van hun inspiratie gebruikten Sidney Webb en Beatrice Webb de lesmethoden en inhoud van het Institut d'Etudes Politiques de Paris (beter bekend als Sciences Po), die het volledige spectrum van de sociale wetenschappen dekte. De LSE opende in oktober 1895 aan John Street 9, Adelphi.

## Ranglijsten
In universiteitsvergelijkingen van Britse kranten werd de LSE tot de lijst van 2009 in de top vier geplaatst van academische instituten in het Verenigd Koninkrijk, maar in de vergelijking voor 2010 was de school gezakt naar de zevende (Times) of negende (Sunday Times) plaats. In een recent onderzoek kwam de LSE naar voren als tweede, na Cambridge, op het gebied van onderzoek, en eerste op het gebied van onderzoek in de sociale wetenschappen.
Een onderzoek door The Times naar de meningen van docenten en hoogleraren plaatste de LSE als beste universiteit in het Verenigd Koninkrijk om Economie te studeren.
Times Higher Education Supplement World University Rankings rangschikte de LSE in 2005 als volgt:
- 2e in de wereld voor sociale wetenschappen;
- 4e in de wereld in de ogen van werkgevers;
- 9e in de wereld voor menswetenschappen;
- 11e in de wereld over het algemeen.

Op de lijst van het jaar ervoor stond de LSE eveneens als 2e van de wereld voor de sociale wetenschappen en 11e in de wereld over het algemeen. De LSE werd toen 10e op het gebied van menswetenschappen (de werkgevers ranglijst bestond toen nog niet).
De universiteitsgids van 2006 van Guardian plaatste de LSE als 3e beste universiteit in het Verenigd Koninkrijk.
Volgens de ranglijst van The Complete University Guide voor 2013 was de LSE de op één na beste universiteit van Groot-Brittannië, en wat betreft 'graduate prospects' zelfs de beste. Ook werd de London School of Economics als beste beoordeeld om economie te studeren.

## Bekende alumni en docenten
Onder de alumni en (oud-)docenten van de LSE bevinden zich onder meer zeventien Nobelprijswinnaars (voor de economie, de vrede en de literatuur), achtendertig staatshoofden en regeringsleiders, waaronder zes huidige (Italië, Denemarken, Kenia, Jamaica, Costa Rica, Kiribati), 64 huidige leden van het Britse Lagerhuis en 29 leden van het Britse Hogerhuis. Bekende alumni zijn onder meer de Amerikaanse president John F. Kennedy, een Duitse kanselier, de Deense koningin, twee Canadese ministers-presidenten, de Noorse kroonprins en een aantal miljardairs en beroemdheden.
| Staat                        | Naam                                      | Affilatie                                             | Functie                                                                                  |
| ---------------------------- | ----------------------------------------- | ----------------------------------------------------- | ---------------------------------------------------------------------------------------- |
| Vlag van Barbados            | Errol Walton Barrow (1920–1987)           | BSc (Economie) 1950                                   | Premier 1962–1966; 1966–1976; 1986–1987                                                  |
| Vlag van Barbados            | Mia Amor Mottley                          | LLB (Rechten) 1986                                    | Premier 2018-heden                                                                       |
| Vlag van Canada              | Pierre Trudeau (1919–2000)                | Onderzoekstudent 1947–1948                            | Premier 1968–1979; 1980–1984                                                             |
| Vlag van Canada              | Kim Campbell                              | PhD-student 1973 (graad niet behaald)                 | Premier Juni–November 1993                                                               |
| Vlag van Colombia            | Alfonso Lopez Pumarejo                    | Gelegenheidsstudent 1932–1933                         | President 1934–1938, 1942–1945                                                           |
| Vlag van Colombia            | Juan Manuel Santos                        | MSc Economie 1975                                     | President 2010–                                                                          |
| Vlag van Dominica            | Dame Eugenia Charles                      | LLM 1949                                              | Premier 1980–1995                                                                        |
| Vlag van Europa              | Professor Romano Prodi                    | Onderzoekstudent 1962–1963                            | President van de Europese Commissie 1999–2004; premier van Italië van 1996-98 en 2006-08 |
| Vlag van Fiji                | Ratu Sir Kamisese Mara (1920–2004)        | Diploma Economie & Sociale Admininstratie 1962        | Premier 1970–1992; President 1994–2000                                                   |
| Vlag van Duitsland           | Heinrich Brüning                          | BSc Economie-student 1911–1913 Rijkskanselier 1930–32 |                                                                                          |
| Vlag van Ghana               | Dr Kwame Nkrumah (1909–1972)              | PhD 1946                                              | Eerste president 1960–1966                                                               |
| Vlag van Ghana               | Hon Dr Hilla Limann (1934–1998)           | BSc (Economie) 1960                                   | President 1979–1981                                                                      |
| Vlag van Ghana               | John Atta Mills                           | LLM 1967–68                                           | President 2009                                                                           |
| Vlag van Griekenland         | George Papandreou                         | MSc Sociologie 1977                                   | Premier 2009–2011                                                                        |
| Vlag van Griekenland         | Dr Constantine Simitis                    | Onderzoekstudent 1961–1963                            | Premier 1996–2004                                                                        |
| Vlag van India               | Shri KR Narayanan (1921–2005)             | BSc (Economie) 1945–1948                              | President 1997–2002                                                                      |
| Vlag van Israël              | Moshe Sharett (1894–1965)                 | BSc (Economie) 1924                                   | Premier 1953–1955                                                                        |
| Vlag van Italië              | Professor Romano Prodi                    | Onderzoekstudent 1962–1963                            | Premier 1996–1998; 2006–2008                                                             |
| Vlag van Jamaica             | Michael Manley (1924–1997)                | BSc (Economie) 1949                                   | Premier 1972–1980; 1989–1992                                                             |
| Vlag van Jamaica             | P J Patterson                             | LLB 1963                                              | Premier 1992–2006                                                                        |
| Vlag van Japan               | Taro Aso                                  | Gelegenheidsstudent 1966                              | Premier 2008–2009                                                                        |
| Vlag van Kenia               | Jomo Kenyatta (1891–1978)                 | ADA 1936                                              | Eerste president 1964–1978                                                               |
| Vlag van Kenia               | Mwai Kibaki                               | BSc Economie 1959                                     | President 2002–                                                                          |
| Vlag van Kiribati            | Anote Tong                                | MSc Sea-Use Group 1988                                | President 2003–                                                                          |
| Vlag van Mauritius           | Sir Veerasamy Ringadoo (1920–2000)        | LLB 1948                                              | Eerste president van Mauritius Maart–Juni 1992                                           |
| Vlag van Mauritius           | Dr Navinchandra Ramgoolam                 | LLB 1990                                              | Premier 1995–2000; 2005–                                                                 |
| Vlag van Nepal               | Sher Bahadur Deuba                        | Onderzoekstudent International Relations 1988–1989    | Premier 1995–1997; 2001–2003; 2004–2005                                                  |
| Vlag van Panama              | Harmodio Arias (1886–1962)                | Gelegenheidsstudent, 1909–1911                        | President 1932–1936                                                                      |
| Vlag van Peru                | Pedro Gerardo Beltran Espanto (1897–1979) | BSc (Economie) 1918                                   | Premier 1959–1961                                                                        |
| Vlag van Peru                | Beatriz Merino                            | LLM 1972                                              | Premier 2003                                                                             |
| Vlag van Polen               | Marek Belka                               | Zomerschool 1990                                      | Premier 2004–05                                                                          |
| Vlag van Singapore           | Goh Keng Swee (1918–2010)                 | BSc Economie 1951; PhD Economie 1956                  | Vicepremier 1959–84                                                                      |
| Vlag van Saint Lucia         | John Compton (b. 1926)                    | LLB 1952                                              | Premier 1964–1979; Premier Februari–Juli 1979 & 1982–1996                                |
| Vlag van Taiwan              | Yu Kuo-Hwa (1914–2000)                    | "Composition-fee"-student 1947–1949                   | Premier 1984–1989                                                                        |
| Vlag van Taiwan              | Tsai Ing-wen                              | PhD Rechten 1984                                      | Vice-premier 2006–2007                                                                   |
| Vlag van Thailand            | Thanin Kraivichien                        | LLB 1953                                              | Premier 1976–1977                                                                        |
| Vlag van Verenigd Koninkrijk | Lord Attlee (1883–1967)                   | "Lecturer" in de sociale wetenschappen, 1912–1923     | Premier, 1945–1951                                                                       |
| Vlag van Verenigde Staten    | John F Kennedy (1917–1963)                | "General Course"-student 1935                         | President 1961–1963                                                                      |

| Jaar | Winnaar                | Prijs      |
| ---- | ---------------------- | ---------- |
| 1925 | George Bernard Shaw    | Literatuur |
| 1950 | Ralph Bunche           | Vrede      |
| 1950 | Bertrand Russell       | Literatuur |
| 1959 | Philip Noel-Baker      | Vrede      |
| 1972 | Sir John Hicks         | Economie   |
| 1974 | Friedrich Hayek        | Economie   |
| 1977 | James Meade            | Economie   |
| 1979 | William Arthur Lewis   | Economie   |
| 1990 | Merton Miller          | Economie   |
| 1991 | Ronald Coase           | Economie   |
| 1998 | Amartya Sen            | Economie   |
| 1999 | Robert Mundell         | Economie   |
| 2001 | George Akerlof         | Economie   |
| 2003 | Robert Engle           | Economie   |
| 2007 | Leonid Hurwicz         | Economie   |
| 2008 | Paul Krugman           | Economie   |
| 2010 | Christopher Pissarides | Economie   |